# Мате Павић
Мате Павић (Сплит, 4. јул 1993) је хрватски тенисер који наступа у конкуренцији парова. Дана 21. маја 2018. дошао је на прво место АТП листе и тиме постао 52. тенисер у историји коме је то пошло за руком (најмлађи број 1 још од Тода Вудбриџа).. Први је тенисер из своје земље на тој позицији на којој је провео укупно 57 недеља. Члан је најбољег дубла сезоне за 2018. годину, са Оливером Марахом.
Освојио је укупно 31 АТП титулу у дублу. Са Оливером Марахом наступио је у финалима три гренд слема у конкуренцији парова: победио је на Отвореном првенству Аустралије 2018, а поражен на Вимблдону 2017. и Ролан Гаросу 2018, док је са Бруном Соаресом тријумфовао на Отвореном првенству САД 2020. а поражен на Ролан Гаросу 2020. Са Николом Мектићем има два финала Вимблдона: 2021. су били освајачи титуле, а 2022. су поражени у финалу. Такође, има две гренд слем титуле у конкуренцији мешовитих парова: освојио је Отворено првенство САД 2016. (са Лауром Зигемунд) и Отворено првенство Аустралије 2018. (са Габријелом Дабровски).
Био је члан репрезентације Хрватске која је 2016. освојила Дејвис куп.
Као представник Хрватске на Олимпијским играма у Токију освојио је златну медаљу у конкуренцији мушких парова, са Николом Мектићем.
Током јуниорске каријере имао је победе у синглу над будућим топ 10 играчима као што су Доминик Тим и Лука Пуј. Достигао је пето место у јуниорском ранкингу 3. јануара 2011. Исте године је са Џорџом Морганом освојио јуниорски Вимблдон у конкуренцији парова.

## Гренд слем финала

### Парови: 7 (3:4)
| Исход     | Бр. | Година | Турнир          | Подлога | Партнер       | Противници                      | Резултат                                |
| --------- | --- | ------ | --------------- | ------- | ------------- | ------------------------------- | --------------------------------------- |
| Финалиста | 1.  | 2017.  | Вимблдон        | Трава   | Оливер Марах  | Лукаш Кубот Марсело Мело        | 7:5, 5:7, 6:7(2:7), 6:3, 11:13          |
| Победник  | 1.  | 2018.  | ОП Аустралије   | Тврда   | Оливер Марах  | Хуан С. Кабал Роберт Фара       | 6:4, 6:4                                |
| Финалиста | 2.  | 2018.  | Ролан Гарос     | Шљака   | Оливер Марах  | Пјер-Иг Ербер Никола Маи        | 2:6, 6:7(4:7)                           |
| Победник  | 2.  | 2020.  | ОП САД          | Тврда   | Бруно Соарес  | Весли Колхоф Никола Мектић      | 7:5, 6:3                                |
| Финалиста | 3.  | 2020.  | Ролан Гарос (2) | Шљака   | Бруно Соарес  | Кевин Кравиц Андреас Мис        | 3:6, 5:7                                |
| Победник  | 3.  | 2021.  | Вимблдон        | Трава   | Никола Мектић | Марсел Гранољерс Орасио Зебаљос | 6:4, 7:6(7:5), 2:6, 7:5                 |
| Финалиста | 4.  | 2022.  | Вимблдон (2)    | Трава   | Никола Мектић | Метју Ебден Макс Персел         | 6:7(5:7), 7:6(7:3), 6:4, 4:6, 6:7(2:10) |

### Мешовити парови: 4 (2:2)
| Исход     | Бр. | Година | Турнир          | Подлога | Партнерка           | Противници               | Резултат              |
| --------- | --- | ------ | --------------- | ------- | ------------------- | ------------------------ | --------------------- |
| Победник  | 1.  | 2016.  | ОП САД          | Тврда   | Лаура Зигемунд      | Коко Вандевеј Раџив Рам  | 6:4, 6:4              |
| Победник  | 2.  | 2018.  | ОП Аустралије   | Тврда   | Габријела Дабровски | Тимеа Бабош Рохан Бопана | 2:6, 6:4, [11:9]      |
| Финалиста | 1.  | 2018.  | Ролан Гарос     | Шљака   | Габријела Дабровски | Латиша Чан Иван Додиг    | 1:6, 7:6(7:5), [8:10] |
| Финалиста | 2.  | 2019.  | Ролан Гарос (2) | Шљака   | Габријела Дабровски | Латиша Чан Иван Додиг    | 1:6, 6:7(5:7)         |

## Финала АТП мастерс 1000 серије

### Парови: 9 (5:4)
| Исход     | Бр. | Година | Турнир      | Подлога   | Партнер       | Противници                        | Резултат                   |
| --------- | --- | ------ | ----------- | --------- | ------------- | --------------------------------- | -------------------------- |
| Финалиста | 1.  | 2018.  | Монте Карло | Шљака     | Оливер Марах  | Боб Брајан Мајк Брајан            | 6:7(5:7), 3:6              |
| Победник  | 1.  | 2019.  | Шангај      | Тврда     | Бруно Соарес  | Лукаш Кубот Марсело Мело          | 6:4, 6:2                   |
| Финалиста | 2.  | 2020.  | Париз       | Тврда (д) | Бруно Соарес  | Феликс Оже-Алијасим Хуберт Хуркач | 7:6(7:3), 6:7(7:9), [2:10] |
| Победник  | 2.  | 2021.  | Мајами      | Тврда     | Никола Мектић | Данијел Еванс Нил Скупски         | 6:4, 6:4                   |
| Победник  | 3.  | 2021.  | Монте Карло | Шљака     | Никола Мектић | Данијел Еванс Нил Скупски         | 6:3, 4:6, [10:7]           |
| Финалиста | 3.  | 2021.  | Мадрид      | Шљака     | Никола Мектић | Марсел Гранољерс Орасио Зебаљос   | 6:1, 3:6, [8:10]           |
| Победник  | 4.  | 2021.  | Рим         | Шљака     | Никола Мектић | Раџив Рам Џо Салисбери            | 6:4, 7:6(7:4)              |
| Финалиста | 4.  | 2021.  | Торонто     | Тврда     | Никола Мектић | Раџив Рам Џо Салисбери            | 3:6, 6:4, [3:10]           |
| Победник  | 5.  | 2022.  | Рим (2)     | Шљака     | Никола Мектић | Џон Изнер Дијего Шварцман         | 6:2, 6:7(6:8), [12:10]     |

## Мечеви за олимпијске медаље

### Парови: 1 (1:0)
| Исход | Година | Турнир                   | Подлога | Партнер       | Противници             | Резултат         |
| ----- | ------ | ------------------------ | ------- | ------------- | ---------------------- | ---------------- |
| Злато | 2020.  | Олимпијске игре у Токију | Тврда   | Никола Мектић | Марин Чилић Иван Додиг | 6:4, 3:6, [10:6] |

## АТП финала

### Парови: 59 (31:28)
| Легенда                        |
| ------------------------------ |
| Гренд слем турнири (3:4)       |
| Завршно првенство сезоне (0:0) |
| Олимпијске игре (1:0)          |
| АТП мастерс 1000 (5:4)         |
| АТП 500 (3:6)                  |
| АТП 250 (19:14)                |

| Финала по подлози |
| ----------------- |
| Тврда (16:14)     |
| Шљака (9:9)       |
| Трава (6:5)       |

| Финала по локацији |
| ------------------ |
| Отворено (26:20)   |
| Дворана (5:8)      |

| Исход     | Бр. | Датум               | Турнир                         | Подлога   | Партнер       | Противници                            | Резултат                                |
| --------- | --- | ------------------- | ------------------------------ | --------- | ------------- | ------------------------------------- | --------------------------------------- |
| Финалиста | 1.  | 5. фебруар 2012.    | Загреб, Хрватска               | Тврда (д) | Иван Додиг    | Маркос Багдатис Михаил Јужни          | 2:6, 2:6                                |
| Финалиста | 2.  | 10. фебруар 2013.   | Загреб, Хрватска (2)           | Тврда (д) | Иван Додиг    | Јулијан Ноул Филип Полашек            | 3:6, 3:6                                |
| Финалиста | 3.  | 5. јануар 2014.     | Ченај, Индија                  | Тврда     | Марин Драгања | Јохан Брунстрем Фредерик Нилсен       | 2:6, 6:4, [7:10]                        |
| Победник  | 1.  | 23. мај 2015.       | Ница, Француска                | Шљака     | Мајкл Винус   | Жан-Жилијен Ројер Орија Текау         | 7:6(7:4), 2:6, [10:8]                   |
| Финалиста | 4.  | 19. јул 2015.       | Њупорт, САД                    | Трава     | Николас Монро | Џонатан Мареј Ајсам-ул-Хак Куреши     | 6:4, 3:6, [8:10]                        |
| Финалиста | 5.  | 26. јул 2015.       | Богота, Колумбија              | Тврда     | Мајкл Винус   | Едуар Роже-Васелен Радек Штјепанек    | 5:7, 3:6                                |
| Финалиста | 6.  | 25. октобар 2015.   | Стокхолм, Шведска              | Тврда (д) | Мајкл Винус   | Николас Монро Џек Сок                 | 5:7, 2:6                                |
| Победник  | 2.  | 16. јануар 2016.    | Окланд, Нови Зеланд            | Тврда     | Мајкл Винус   | Ерик Буторак Скот Липски              | 7:5, 6:4                                |
| Победник  | 3.  | 7. фебруар 2016.    | Монпеље, Француска             | Тврда (д) | Мајкл Винус   | Александар Зверев Миша Зверев         | 7:5, 7:6(7:4)                           |
| Победник  | 4.  | 21. фебруар 2016.   | Марсеј, Француска              | Тврда (д) | Мајкл Винус   | Јонатан Ерлих Колин Флеминг           | 6:2, 6:3                                |
| Финалиста | 7.  | 21. мај 2016.       | Ница, Француска                | Шљака     | Мајкл Винус   | Хуан Себастијан Кабал Роберт Фара     | 6:4, 4:6, [8:10]                        |
| Победник  | 5.  | 11. јун 2016.       | Хертогенбос, Холандија         | Трава     | Мајкл Винус   | Доминик Ингло Равен Класен            | 3:6, 6:3, [11:9]                        |
| Финалиста | 8.  | 24. јул 2016.       | Гштад, Швајцарска              | Шљака     | Мајкл Винус   | Хулио Пералта Орасио Зебаљос          | 6:7(2:7), 2:6                           |
| Финалиста | 9.  | 25. септембар 2016. | Мец, Француска                 | Тврда (д) | Мајкл Винус   | Хулио Пералта Орасио Зебаљос          | 3:6, 6:7(4:7)                           |
| Финалиста | 10. | 23. октобар 2016.   | Стокхолм, Шведска (2)          | Тврда (д) | Мајкл Винус   | Елијас Имер Микаел Имер               | 1:6, 1:6                                |
| Победник  | 6.  | 15. април 2017.     | Маракеш, Мароко                | Шљака     | Доминик Ингло | Марсел Гранољерс Марк Лопез           | 6:4, 2:6, [11:9]                        |
| Финалиста | 11. | 18. јун 2017.       | Штутгарт, Немачка              | Трава     | Оливер Марах  | Џејми Мари Бруно Соарес               | 7:6(7:4), 5:7, [5:10]                   |
| Финалиста | 12. | 30. јун 2017.       | Анталија, Турска               | Трава     | Оливер Марах  | Роберт Линдстет Ајсам-ул-Хак Куреши   | 5:7, 1:4 (предаја)                      |
| Финалиста | 13. | 15. јул 2017.       | Вимблдон, Велика Британија     | Трава     | Оливер Марах  | Лукаш Кубот Марсело Мело              | 7:5, 5:7, 6:7(2:7), 6:3, 11:13          |
| Победник  | 7.  | 30. јул 2017.       | Хамбург, Немачка               | Шљака     | Иван Додиг    | Пабло Куевас Марк Лопез               | 6:3, 6:4                                |
| Победник  | 8.  | 22. октобар 2017.   | Стокхолм, Шведска              | Тврда (д) | Оливер Марах  | Ајсам-ул-Хак Куреши Жан-Жилијен Ројер | 3:6, 7:6(8:6), [10:4]                   |
| Победник  | 9.  | 5. јануар 2018.     | Доха, Катар                    | Тврда     | Оливер Марах  | Џејми Мари Бруно Соарес               | 6:2, 7:6(8:6)                           |
| Победник  | 10. | 13. јануар 2018.    | Окланд, Нови Зеланд (2)        | Тврда     | Оливер Марах  | Макс Мирни Филип Освалд               | 6:4, 5:7, [10:7]                        |
| Победник  | 11. | 27. јануар 2018.    | Мелбурн, Аустралија            | Тврда     | Оливер Марах  | Хуан Себастијан Кабал Роберт Фара     | 6:4, 6:4                                |
| Финалиста | 14. | 18. фебруар 2018.   | Ротердам, Холандија            | Тврда (д) | Оливер Марах  | Пјер-Иг Ербер Никола Маи              | 6:2, 2:6, [7:10]                        |
| Финалиста | 15. | 22. април 2018.     | Монте Карло, Монако            | Шљака     | Оливер Марах  | Боб Брајан Мајк Брајан                | 6:7(5:7), 3:6                           |
| Победник  | 12. | 26. мај 2018.       | Женева, Швајцарска             | Шљака     | Оливер Марах  | Иван Додиг Раџив Рам                  | 3:6, 7:6(7:3), [11:9]                   |
| Финалиста | 16. | 9. јун 2018.        | Ролан Гарос, Француска         | Шљака     | Оливер Марах  | Пјер-Иг Ербер Никола Маи              | 2:6, 6:7(4:7)                           |
| Финалиста | 17. | 29. јул 2018.       | Хамбург, Немачка               | Шљака     | Оливер Марах  | Хулио Пералта Орасио Зебаљос          | 1:6, 6:4, [6:10]                        |
| Победник  | 13. | 30. септембар 2018. | Ченгду, Кина                   | Тврда     | Иван Додиг    | Остин Крајичек Џеван Недунчежијан     | 6:2, 6:4                                |
| Финалиста | 18. | 7. октобар 2018.    | Пекинг, Кина                   | Тврда     | Оливер Марах  | Лукаш Кубот Марсело Мело              | 1:6, 4:6                                |
| Победник  | 14. | 25. мај 2019.       | Женева, Швајцарска (2)         | Шљака     | Оливер Марах  | Метју Ебден Роберт Линдстет           | 6:4, 6:4                                |
| Победник  | 15. | 13. октобар 2019.   | Шангај, Кина                   | Тврда     | Бруно Соарес  | Лукаш Кубот Марсело Мело              | 6:4, 6:2                                |
| Финалиста | 19. | 20. октобар 2019.   | Стокхолм, Шведска (3)          | Тврда (д) | Бруно Соарес  | Хенри Континен Едуар Роже-Васелен     | 4:6, 2:6                                |
| Победник  | 16. | 9. фебруар 2020.    | Монпеље, Француска (2)         | Тврда (д) | Никола Ћаћић  | Ајсам-ул-Хак Куреши Доминик Ингло     | 6:4, 6:7(4:7), [10:4]                   |
| Победник  | 17. | 10. септембар 2020. | Њујорк, САД                    | Тврда     | Бруно Соарес  | Весли Колхоф Никола Мектић            | 7:5, 6:3                                |
| Финалиста | 20. | 27. септембар 2020. | Хамбург, Немачка (2)           | Шљака     | Иван Додиг    | Џон Пирс Мајкл Винус                  | 3:6, 4:6                                |
| Финалиста | 21. | 10. октобар 2020.   | Ролан Гарос, Француска (2)     | Шљака     | Бруно Соарес  | Кевин Кравиц Андреас Мис              | 3:6, 5:7                                |
| Финалиста | 22. | 8. новембар 2020.   | Париз, Француска               | Тврда (д) | Бруно Соарес  | Феликс Оже-Алијасим Хуберт Хуркач     | 7:6(7:3), 6:7(7:9), [2:10]              |
| Победник  | 18. | 12. јануар 2021.    | Анталија, Турска               | Тврда     | Никола Мектић | Иван Додиг Филип Полашек              | 6:2, 6:4                                |
| Победник  | 19. | 7. фебруар 2021.    | Мелбурн 2, Аустралија          | Тврда     | Никола Мектић | Жереми Шарди Фабрис Мартен            | 7:6(7:2), 6:3                           |
| Победник  | 20. | 7. март 2021.       | Ротердам, Холандија            | Тврда (д) | Никола Мектић | Кевин Кравиц Орија Текау              | 7:6(9:7), 6:2                           |
| Финалиста | 23. | 20. март 2021.      | Дубаи, УАЕ                     | Тврда     | Никола Мектић | Хуан Себастијан Кабал Роберт Фара     | 6:7(0:7), 6:7(4:7)                      |
| Победник  | 21. | 3. април 2021.      | Мајами, САД                    | Тврда     | Никола Мектић | Данијел Еванс Нил Скупски             | 6:4, 6:4                                |
| Победник  | 22. | 18. април 2021.     | Монте Карло, Монако            | Шљака     | Никола Мектић | Данијел Еванс Нил Скупски             | 6:3, 4:6, [10:7]                        |
| Финалиста | 24. | 9. мај 2021.        | Мадрид, Шпанија                | Шљака     | Никола Мектић | Марсел Гранољерс Орасио Зебаљос       | 6:1, 3:6, [8:10]                        |
| Победник  | 23. | 16. мај 2021.       | Рим, Италија                   | Шљака     | Никола Мектић | Раџив Рам Џо Салисбери                | 6:4, 7:6(7:4)                           |
| Победник  | 24. | 25. јун 2021.       | Истборн, Велика Британија      | Трава     | Никола Мектић | Раџив Рам Џо Салисбери                | 6:4, 6:3                                |
| Победник  | 25. | 10. јул 2021.       | Вимблдон, Велика Британија     | Трава     | Никола Мектић | Марсел Гранољерс Орасио Зебаљос       | 6:4, 7:6(7:5), 2:6, 7:5                 |
| Победник  | 26. | 30. јул 2021.       | Токио, Јапан                   | Тврда     | Никола Мектић | Марин Чилић Иван Додиг                | 6:4, 3:6, [10:6]                        |
| Финалиста | 25. | 15. август 2021.    | Торонто, Канада                | Тврда     | Никола Мектић | Раџив Рам Џо Салисбери                | 3:6, 6:4, [3:10]                        |
| Финалиста | 26. | 26. фебруар 2022.   | Дубаи, УАЕ (2)                 | Тврда     | Никола Мектић | Тим Пиц Мајкл Винус                   | 3:6, 7:6(7:5), [14:16]                  |
| Финалиста | 27. | 23. април 2022.     | Београд, Србија                | Шљака     | Никола Мектић | Аријел Бехар Гонзало Ескобар          | 2:6, 6:3, [7:10]                        |
| Победник  | 27. | 15. мај 2022.       | Рим, Италија (2)               | Шљака     | Никола Мектић | Џон Изнер Дијего Шварцман             | 6:2, 6:7(6:8), [12:10]                  |
| Победник  | 28. | 21. мај 2022.       | Женева, Швајцарска             | Шљака     | Никола Мектић | Пабло Андухар Матве Миделкоп          | 2:6, 6:2, [10:3]                        |
| Победник  | 29. | 12. јун 2022.       | Штутгарт, Немачка              | Трава     | Хуберт Хуркач | Тим Пиц Мајкл Винус                   | 7:6(7:3), 7:6(7:5)                      |
| Победник  | 30. | 19. јун 2022.       | Лондон, Велика Британија       | Трава     | Никола Мектић | Лојд Гласпул Хари Хелиовара           | 3:6, 7:6(7:3), [10:6]                   |
| Победник  | 31. | 24. јун 2022.       | Истборн, Велика Британија (2)  | Трава     | Никола Мектић | Матве Миделкоп Лук Савил              | 6:4, 6:2                                |
| Финалиста | 28. | 9. јул 2022.        | Вимблдон, Велика Британија (2) | Трава     | Никола Мектић | Метју Ебден Макс Персел               | 6:7(5:7), 7:6(7:3), 6:4, 4:6, 6:7(2:10) |

## Остала финала

### Тимска такмичења: 1 (1:0)
| Исход    | Бр. | Датум                 | Турнир                     | Подлога   | Партнери                                         | Противници                                                      | Резултат | Извор  |
| -------- | --- | --------------------- | -------------------------- | --------- | ------------------------------------------------ | --------------------------------------------------------------- | -------- | ------ |
| Победник | 1.  | 23–25. новембар 2018. | Дејвис куп, Лил, Француска | Шљака (д) | Марин Чилић Борна Ћорић Франко Шкугор Иван Додиг | Лука Пуј Жереми Шарди Пјер-Иг Ербер Никола Маи Жо-Вилфрид Цонга | 3:1      | [ 16 ] |